# Allium ayhan-toprakii
Allium ayhan-toprakii — вид квіткових рослин з підродини цибулевих, що зростає в Туреччині (західна Анатолія, провінція Мугла, гора Сандрас). За морфологічними ознаками належить до Allium subgen. Allium sect. Codonoprasum. Подібна до A. carium і A. flavum subsp. tauricum var. Pilosum, але відрізняється від них декількома морфологічними характеристиками, такими як його гнучка стеблина, довжина стеблини, довжина й забарвлення оцвітини, а також форма зав'язі.